# خوسيه إدواردو مارتينز
خوسيه إدواردو مارتينز (بالبرتغالية: José Eduardo Martins‏) هو محامي وسياسي برتغالي، ولد في 9 ديسمبر 1969 بلشبونة في البرتغال. حزبياً، نشط في الحزب الديمقراطي الاجتماعي (البرتغال). انتخب عضو مجلس الجمهورية ‏.